# Municipio de San Francisco Huehuetlán
El municipio de San Francisco Huehuetlán es uno de los 570 municipios que conforman al estado mexicano de Oaxaca. Pertenece al distrito de Teotitlán, dentro de la Región Sierra de Flores Magón. Su cabecera es la localidad de San Francisco Huehuetlán.

## Geografía
El municipio abarca 14.04 km² y se encuentra a una altitud promedio de 1690 m s. n. m., oscilando entre 2400 y 1300 m s. n. m.

## Demografía
De acuerdo al último censo, realizado por el INEGI en 2010, en el municipio habitan 1160 personas, repartidas entre 5 localidades.